# Hans-Joachim Böhm
Hans-Joachim Böhm (* 20. November 1956 in Frankfurt am Main) ist ein deutscher Chemiker (Wirkstoffdesign).
Böhm studierte Chemie an der Universität Karlsruhe, an der er 1984 in Theoretischer Chemie promoviert wurde und sich 1993 habilitierte. Ab 1985 war er bei der Siemens AG in der Mikroelektronikforschung und ab 1988 bei  BASF in Ludwigshafen. 1996 ging er zu Hoffmann-La Roche in Basel und leitete dort 2006 bis 2008 das Forschungszentrum in Palo Alto, bevor er 2008 Leiter der weltweiten chemischen Forschung wurde. 2003 wurde er Titularprofessor für Bioinformatik an der Universität Basel.
Er befasst sich mit strukturbasiertem und computergestützten Design von Arzneimitteln. Sein Buch über Wirkstoffdesign mit Gerhard Klebe (Universität Marburg) und Hugo Kubinyi (BASF) erhielt 1999 den Literaturpreis des Fonds der Chemischen Industrie.
Seit 2013 ist er Mitglied des Schweizerischen Wissenschafts- und Innovationsrates (SWIR).
Er ist verheiratet und hat zwei Söhne.

## Schriften
- mit Gerhard Klebe, Hugo Kubinyi: Wirkstoffdesign, Spektrum Akademischer Verlag 2002